# Fernando II de Médici
Fernando II de Médici (Florencia, 14 de julio de 1610-23 de mayo de 1670), quinto Gran Duque de Toscana entre 1621 y 1670. Hijo de Cosme II de Médici y de María Magdalena de Austria. Fue muy querido por sus súbditos debido a su apacible predisposición y su simpatía, unas cualidades que sin embargo lo convirtieron en un mal gobernante. Construyó el primer termómetro cerrado en 1654.
Añadió a sus propiedades en 1633 el condado de Santa Fiora, que incluía Castell'Azzara, Arcidosso, Roccastrada y la Isla del Giglio.
Además de Pontremoli y Zeri comprado a España en 1649 por 50,000 florines. 

## Biografía
Su padre murió cuando solo contaba once años, por lo que su madre actuó como regente de Toscana hasta que su hijo alcanzó la mayoría de edad en 1628, si bien fue incapaz de mantener la independencia de Toscana frente a las potencias extranjeras y a la influencia de la Iglesia católica.[cita requerida]
Se casó con Victoria della Rovere, con la cual tuvo a:
- Cosme III de Médici (14 de agosto de 1642-31 de octubre de 1723), sucesor de su padre con el nombre de Cosme III, quien se casó en 1661 con Margarita Luisa de Orleáns, una prima del rey Luis XIV de Francia.
- Francisco María de Médici (12 de noviembre de 1660-3 de febrero de 1711),  cardenal.

## Mecenazgo
Fernando II fue gran admirador y protector de Galileo Galilei, quien le dedicó su libro Diálogos sobre los dos máximos sistemas del mundo; publicado en Florencia el 22 de febrero de 1632 y del cual el duque recibió una copia como regalo.
Para él trabajó Bartolomeo Cristofori, famoso por crear el primer piano de la historia. El botánico Paolo Boccone sirvió en su corte.